# Vidra (Ilfov)
Vidra è un comune della Romania di 7 803 abitanti, ubicato nel distretto di Ilfov, nella regione storica della Muntenia.
Il comune è formato dall'unione di 3 villaggi: Crețești, Sintești, Vidra.
Scavi archeologici effettuati nella seconda metà del XX secolo hanno portato alla scoperta nel territorio di Vidra di un insediamento del Neolitico riferibile alla cosiddetta Cultura di Gumelniţa; tra i ritrovamenti più rilevanti, un vaso in ceramica a forma di immagine femminile simboleggiante il culto della fecondità (detto Zeiţa din Vidra, ovvero Dea di Vidra) e un supporto in argilla per i vasi; entrambi questi oggetti sono oggi conservati al Museo Storico di Bucarest.